# 塔哈尔·本·杰隆
塔哈尔·本·杰隆（Tahar ben Jelloun，1944年12月1日—），生于摩洛哥非斯，是一位摩洛哥诗人和作家。他所有作品都是用法文写的，虽然阿拉伯语是他的母语。1987年他的作品《La Nuit Sacrée》获龚古尔文学奖。